# Pilar Gómez Bedate
Pilar Gómez Bedate (Zamora, 1936 - Saragossa, 2017) va ser una escriptora, editora, professora, traductora i crítica literària espanyola. Doctora en Filosofia i Lletres, va ser catedràtica de Literatura Comparada a la Universitat de Puerto Rico, professora titular de Filologia Espanyola a la Universitat Rovira i Virgili de Tarragona i catedràtica de Literatura espanyola a la Universitat Pompeu Fabra de Barcelona.

## Biografia
Pilar Gómez Bedate neix a Zamora, la seva família és originària del poble zamorà de Toro. La seva mare era mestra de Moralina i el seu pare d'Argañín i posteriorment tots dos van obtenir plaça per oposició en escoles de Zamora capital. Tots dos eren estudiosos de la llengua espanyola i dels seus clàssics: El lazarillo de Tormes, Cervantes, Lope de Vega, Quevedo o Rubén Darío. Així doncs, l'ambient resultava propici per a la vocació de Pilar per l'estudi de les lletres.
En la família Bedate, a més d'en la seva mare, troba referents femenins en la seva tia Encarnación, qui estudia a la Institución Libre de Enseñanza i va fundar a Toro una acadèmia de noies, que ja en aquells moments es reconeixia feminista. Ella va ser qui va inculcar en les dones de la seva família la llavor de la independència i la cultura. Una altra dona amb influència en Pilar Gómez Bedate va ser la seva tia, la pintora Delhy Tejero, qui ja en la dècada del 1930 portava una vida independent i cosmopolita vivint a París o Capri i viatjant per França, Itàlia i el Marroc. Sobre ella, Pilar va escriure Las miradas así misma de Delhy Tejero per al catàleg de l'exposició retrospectiva sobre la pintora a Zamora (Caja España), el 2004.
Pilar Gómez Bedate va estudiar a la Universitat de Salamanca i es va llicenciar en Filosofia i Lletres, a la secció Filologia Moderna. El 1959 ja era ajudant en la Càtedra de Filologia Romànica de la Universitat de Madrid i professora de Llengua i Literatura a l'Institut d'Ensenyament Mitjà Calderón de la Barca de Madrid. Va obtenir el doctorat a la Universitat de Madrid i la seva tesi doctoral va ser dirigida per Dámaso Alonso. És en aquesta etapa de la seva vida quan coneix el poeta Ángel Crespo.
En la seva família va suposar un disgust quan el 1967 Pilar els anuncia que deixa Espanya i es trasllada a l'estranger amb Ángel Crespo, amb qui es casaria el 1974 a Puerto Rico. No obstant això, les noces per la llei espanyola es va celebrar el 1986 en el Consolat d'Espanya de San Juan. Per mediació de Dámaso Alonso, Gómez Bedate va treballar en aquests anys a la Universitat de Mayagüez a Puerto Rico, en qualitat de doctora, com a professora en el Departament d'Humanitats i Ángel Crespo com a professor convidat.
Amb el restabliment de la democràcia a Espanya desitgen tornar a Espanya, i és quan Pilar Gómez Bedate es presenta a oposicions i guanya una plaça de professora titular a la Universitat Rovira i Virgili i estableix la residència a Barcelona i Calaceit (Terol) el 1988. Gómez Bedate es va jubilar el 2006, amb setanta anys, com a catedràtica de la Universitat Pompeu Fabra.
En un intent de tornar als seus orígens Pilar Gómez Bedate, ja vídua perquè Ángel Crespo havia mort el 1995, compra una casa a Toro on passa algunes temporades. Uns anys abans de la seva mort, Gómez Bedate va vendre els seus habitatges de Barcelona i de Toro i es va traslladar a viure a Madrid el 2013, però sempre va mantenir la casa de Calaceit fins a la seva defunció a Saragossa el 2017, a 81 anys, després de sofrir un vessament cerebral, agreujat per una pneumònia, mentre passava l'estiu en Calaceit.

## Crítica i traducció
La seva tasca com a crítica i traductora es va centrar en el camp de les literatures romàniques, encara que també va realitzar algunes traduccions de literatura anglesa (William Faulkner, Elia Kazan). Durant la dècada del 1960 va exercir, a Madrid, molt activament la crítica d'art, va ser col·laboradora de revistes com a Ínsula i Cuadernos Hispanoamericanos i secretària de redacció de la Revista de Cultura Brasileña dirigida i fundada Ángel Crespo i editada per l'Ambaixada del Brasil. A la Revista de Cultura Brasileña, i en col·laboració amb Ángel Crespo, va publicar treballs sobre la poesia concreta brasilera. Algun d'aquests treballs ha estat reeditat en forma de monografia: Situación de la poesía concreta (Libros de la Resistencia, Madrid, 2012).
Durant els seus anys de docència a la Universitat de Puerto Rico (1967-1988) va fundar i va dirigir la Revista de Letras de la Facultat d'Arts i Ciències de la Universitat de Puerto Rico en el Recinte de Mayagüez.
La seva participació en congressos i jornades literàries va ser constant. A la dècada del 1980 va col·laborar, des de la seva inauguració el 1984, en les sessions de les Jornades de Poesia de Conca (patrocinades per la delegació provincial de la Conselleria d'Educació i Cultura). Va formar part del consell de redacció de la revista Hora de Poesía (Lentini Editor, Barcelona) i del consell de redacció de la revista Salina editada per Facultat de Lletres, de la Universitat Rovira i Virgili.
Va realitzar estudis i monografies sobre poesia espanyola del segle xx, i va entrar les seves recerques en les relacions entre lírica, màgia i simbolisme en autors com Juan Ramón Jiménez, Ángel Crespo, Manuel Mantero, José Ángel Valente, Carlos Edmundo de Ory, José Corredor-Matheos, José Luis Giménz-Frontín o Miguel Labordeta.
Entre les seves traduccions destaquen les seves versions de Mallarmé, Bocaccio i Primo Levi la Trilogia d'Auschwitz del qual va traduir per primera vegada al castellà.
És autora de dos llibres de poesia: Las peregrinaciones (El Toro de Barro, 1965) i Las aguas del río (Olifante, 2011).
Pòstumament, s'ha publicat el volum de relats autobiogràfics, Un tiempo dulce (Editorial Polibea, Madrid, 2018, en el qual rememora els anys de vida al costat del seu marit, el poeta Ángel Crespo.

## Obres seleccionades

#### Poesia
- Las peregrinaciones, El Toro de Barro, Carboneras de Guadazón, 1966. - Las aguas del río, Papeles de Trasmoz (Olifante), Zaragoza, 2011.

Monografies
- Conocer a Stendhal y su obra, Dopesa, Barcelona, 1979.
- Introducción a la poesía lírica, Promociones y Publicaciones Universitarias, Barcelona, 1990.
- Poetas españoles del siglo XX, Güerga & Fierro, Madrid, 1999.
- Por los siglos.
- Situación de la poesía concreta, Libros de la resistencia, Madrid, 2012. (En col·laboració amb Ángel Crespo)
- Sousândrade, El infierno de Wall Street, Libros de la resistencia, Madrid, 2015. (En col·laboració amb Ángel Crespo)
- Un tiempo dulce, Madrid, Polibea, 2018.

#### Edicions i traduccions
- Juan Ramón Jiménez, Antolojía Jeneral en prosa, Editorial Biblioteca Nueva, Madrid, 1981 (En col·laboració amb Á. Crespo)
- Mallarmé, Júcar, Madrid, 1985. (Estudi, traducció i selecció poètica)
- Primo Levi, Trilogía de Auschwitz: Si esto es un hombre; La tregua; Los hundidos y los salvados,Muchnik Editores, Barcelona, 1988.
- Giovanni Boccaccio, La elegía de doña Fiameta / Corbacho, Planeta, Barcelona, 1989.
- Giovanni Boccaccio, Decamerón, Madrid, Siruela, 1990.
- Mallarmé, Una jugada de dados, Ya lo dijo Casimiro Parker, Madrid, 2016.

#### Revistes
- Revista de Cultura Brasileña (1962-1970) (Secretaria de Redacción)
- Revista de Letras (1969-1970) (Direcció)